# Carlos Hermosillo
Carlos Manuel Hermosillo Goytortúa (ur. 24 sierpnia 1964 w Cerro Azul w stanie Veracruz) – meksykański piłkarz występujący na pozycji napastnika. Uczestnik Mistrzostw Świata 1986 i Mistrzostw Świata 1994
Zadebiutował w Club América w sezonie 1983/1984. W rodzimym Meksyku spędził większość swojej kariery. Najlepsze lata Hermosillo to sezony 1993/1994 (35 goli) i 1994/1995 (36 goli) podczas których grał w Cruz Azul.
Dwukrotnie próbował swoich sił poza granicami Meksyku. W sezonie 1989/1990 grał w belgijskim Standard Liège, a od roku 1998 w barwach Los Angeles Galaxy zdobył 14 bramek i 15 asyst w sezonie zasadniczym oraz 5 goli i asystę w play-offach. Karierę zakończył w 2001 roku.
17 sierpnia 1986 rozpoczął na boisku bójkę z piłkarzem Chivas Guadalajara Fernando Quirarte, do której dołączyły inne osoby z obu klubów. Po tym incydencie został zawieszony na 12 meczów.
Carlos Hermosillo jest 9 w rankingu ilości rozegranych dla Meksyku meczów z 90 spotkaniami na koncie. Jest także 3 w klasyfikacji strzelców z 35 bramkami.
1 grudnia 2006 został mianowany przez prezydenta Felipe Calderóna na szefa Narodowej Komisji Sportu (Comision Nacional del Deporte).

## Sukcesy
- Primera División
  - Club América: 1984/1985, 1985/1986, 1986/1987, 1987/1988 i 1988/1989
  - Cruz Azul: 1995/1996 i zima 1997
  - Necaxa Aguascalientes: zima 1998
- Puchar Mistrzów CONCACAF
  - Club América: 1987
  - Cruz Azul: 1996 i 1997
- Król Strzelców Primera División
  - Cruz Azul: 1993/1994 27, 1994/1995 35 i 1995/1996 26

## Mecze w reprezentacji

### Bilans
- 90 meczów w kadrze – 45 zwycięstw, 27 remisów, 18 porażek; gole 154-87.
- 35 goli; średnia 0,39% gola na mecz.
  - 15 bramek w eliminacjach do Mistrzostw Świata
  - 3 bramki w Złotym Pucharze CONCACAF
  - 13 bramek w meczach towarzyskich
  - 4 bramki w innych rozgrywkach i turniejach
- Debiut w reprezentacji: 11 października 1984 wygrana 1-0 nad Salwadorem w wieku 20 lat i 48 dni.
- Ostatni mecz w reprezentacji: 16 listopada 1997 remis 0-0 z Jamajką w wieku 33 lat i 84 dni.
- Występował w drużynie narodowej przez 13 lat i 36 dni[2].